# Egy kutya négy útja
Az Egy kutya négy útja (eredeti cím: A Dog’s Journey) 2019-es amerikai vígjáték-dráma, melyet Gail Mansuco rendezett, valamint W. Bruce Cameron, Cathryn Michon, Maya Forbes és Wally Cameron írt, Cameron 2012-es, azonos című regénye alapján. A főszereplők Josh Gad, Kathryn Prescott, Betty Gilpin, Henry Lau, illetve Dennis Quaid és Marg Helgenberger.
Közvetlen folytatása a 2017-ben bemutatott "Egy kutya négy élete" című filmnek.

## Cselekmény
Bailey, a történetet elmesélő, immár idősödő pásztorkutya-keverék boldogan él együtt gazdájával, Ethannel a farmon. Velük él még Hannah, akivel az előző film végén Ethan összeházasodott. Hannah-nak volt egy fia, Henry, aki sajnos meghalt, amikor felesége, Gloria terhes volt a kis CJ-vel (a Clarity June rövidítése). Így hát befogadták kettejüket a farmra. Bailey különleges kötődést érez CJ iránt, Gloria viszont utálja a kutyákat, bizalmatlan Ethanékkel szemben, és a fel nem dolgozott gyásza miatt megkeseredett, de énekesi babérokra akar törni. A család segíteni szeretne, ezért felajánlják neki, hogy ha szeretné megvalósítani az álmait, akkor ők vigyáznak CJ-re. Ezt Gloria sajnos úgy értelmezi, hogy el akarják venni tőle a gyereket, mert nem jó anya, így elviszi CJ-t és hátrahagyja a farmot. Bailey rákos lesz és sajnos el kell altatni, gazdája, Ethan pedig azt kéri tőle, hogy ha ismét újjászületne, akkor keresse meg CJ-t és vigyázzon rá.
Kilenc évvel később Bailey újjászületik, mint egy Molly névre hallgató beagle szuka. Minden testvérét adoptálták, kivéve őt és kedvenc pajtását, Rockyt. Egy nap egy fiú, Trent és családja elviszik magukkal Rockyt, Molly pedig meglátja, hogy ott van velük a 11 éves CJ is. Molly, aki emlékszik az Ethannek tett ígéretre, CJ után fut, aki hazaviszi. Mivel Gloria még mindig nem szereti a kutyákat, ezért rejtegetnie kell. Gloria egymás után váltogatja a partnereit, rákapott az italra és gyakran kimarad egész éjszakára is, ami miatt a magányos CJ igazi társként tekint Mollyra. Amikor Gloria rájön a turpisságra, CJ kiáll Mollyért, így maradhat.
CJ, Trent, és két kutyájuk együtt nőnek fel. CJ megvallja Trentnek, hogy zenei karrierbe szeretne kezdeni, és ehhez az apja biztosítási pénzét szeretné felhasználni, amit akkor kapna meg, ha betölti a 18. életévét. Trent titokban szerelmes lesz CJ-be, aki viszont Shane-nel kezd el randizni, akiben Molly nem bízik meg. Shane egy buliba viszi CJ-t, ahol rendőrségi rajtaütés során rajtakapják, hogy fiatalkorúként alkoholt iszik, ezért őt elviszik, Mollyt pedig menhelyre zárják. Onnan Trent menti ki őt. Mivel CJ-t közérdekű munkára ítélték, egy olyan telephelyre kerül, ahol arra képzik ki a kutyákat, hogy kiszagolják a rákos betegeket. Mollyt is magával viszi és ő is rákkereső kutyává válik. Eközben Ethan és Hannah megpróbálják meglátogatni az unokájukat, de Gloria nem engedi be őket. Molly és Ethan összefutnak egy pillanatra – Ethan felismeri a kutyáját és emlékezteti a kérésére.
A dolgok kezdenek rosszra fordulni. Shane durván bánik CJ-vel és megüti, ami miatt Molly megharapja őt. Gloria bevallja, hogy az elhunyt férje utáni összes biztosítási pénzt elverte, így CJ-nek nem maradt semmi. CJ Mollyval együtt távozik otthonról és minden kapcsolatot megszakít az anyjával. Autóban ül, amikor észreveszi, hogy Shane követi őt. Nem figyel az útra, balesetet szenved, és a balesetben Molly elpusztul.
Ismét újjászületik, ezúttal egy angol masztiff testében, mint Nagy Kutya, akinek Joe a gazdája, egy útmenti vegyesbolt és benzinkút tulajdonosa. Élvezi az új életét, de folyton csak CJ-re gondol. Egy nap aztán a lány besétál az üzletbe, ő pedig megérzi ezt és követni kezdi. Sajnos nem mehet utána, és hiába várja, többé már nem jön el. Egy idő után beletörődik abba, hogy ebben az életben nem fogja már megtalálni őt, csak a következőben.
Ezúttal Max néven, yorkshire terrierként születik újjá, aki New Yorkban egy adoptálós rendezvényen keres gazdát. Hogy biztos jó helyre kerüljön, elriasztja a potenciális érdeklődőket, majd egyszer csak megpillantja CJ-t és a nyomába ered. A lány megtalálja és vissza akarja vinni, de azt mondják neki, hogy ebben az esetben sajnos elaltatják, így megtartja őt. CJ együtt él a barátjával és annak kutyájával, eközben hivatásos kutyasétáltatóként dolgozik. Zenei karrierjét nem tudja beindítani, mert szörnyen lámpalázas. Egyik sétájuk során Max ismerős illatot érez, és rátalál Trent lakására, aki a barátnőjével szintén a városban él. Max megérzi, hogy van valami CJ és Trent között, ezért szándékosan szabotálni kezdi a lány kapcsolatát, hogy szakítsanak. A lakás nélkül maradt CJ Trenték egyik szobájába költözik, Trent barátnőjének nagy bosszúságára. Egy nap Max kiszagol valamit Trenten, amikor visszaemlékszik, hogy Mollyként a rák keresésére képezték ki. CJ meglátja a jelet és arra kéri Trentet, hogy menjen el orvoshoz. A diagnózis rák, kemoterápiás kezelést kap, ami miatt a barátnője elhagyja, így CJ viseli a gondját.
Végül a betegség visszahúzódik, Trent pedig arra bátorítja CJ-t, hogy rendezze a kapcsolatát az anyjával. Gloria egészen megváltozott, már nem elutasító a kutyákkal szemben és az alkoholizmusból is kilábalt. Átad egy dobozt a lányának, amiben az apja levelei találhatóak. A levelek inspirálják, hogy folytassa a zenei karrierjét, és végül a lámpalázát is leküzdi. Trent elviszi őt a nagyszüleihez, akikkel utoljára kicsi gyerekként találkozott. Az idős Ethan azonnal felismeri Maxben Baileyt, és amikor megcsinálja azt a trükköt, amit csak Bailey tudhatott, CJ is rádöbben, hogy kicsoda is a kutyája: hogy Ethan kérésére ő vigyázott rá, ő hozta össze őt és Trentet, mentette meg a fiú életét, és volt ott Mollyként és Nagy Kutyaként is.
CJ és Trent végül összejönnek és megszületik az első gyerekük. Gloria kibékül mindannyiukkal és újra együtt a család. Ethan sajnos hamarosan meghal, halálos ágyánál pedig Max is ott van mellette. Nem sokkal később Max is megöregszik és elpusztul. Halála után egy nagy füves réten szalad, összes korábbi testében, át a szivárványhídon, majd találkozik Ethannel a mennyország kapujában. Bailey megjegyzi, hogy valamennyi kutyaéletében jó kutya volt, és az volt a feladata, hogy szeresse az embereket, amiért ez a jutalma.

## Szereplők
| Szereplő                          | Színész            | Magyar hang     |
| --------------------------------- | ------------------ | --------------- |
| Bailey / Molly / Nagy Kutya / Max | Josh Gad           | Görög László    |
| Ethan Montgomery                  | Dennis Quaid       | Kőszegi Ákos    |
| Hannah Montgomery                 | Marg Helgenberger  | Kovács Nóra     |
| Gloria Mitchell                   | Betty Gilpin       | F. Nagy Erika   |
| CJ Mitchell                       | Kathryn Prescott   | Kardos Eszter   |
| 11 éves CJ                        | Abby Ryder Fortson | Mayer Szonja    |
| 2 éves CJ                         | Emma Volk          | Mayer Maja      |
| Trent                             | Henry Lau          | Miller Dávid    |
| 11 éves Trent                     | Ian Chen           | Epres Márton    |
| Shane                             | Jake Manley        | Dér Zsolt       |
| Henry                             | Johnny Galecki     | Mészáros András |

## Fordítás
- Ez a szócikk részben vagy egészben  az   A Dog's Journey (film) című angol Wikipédia-szócikk ezen változatának fordításán alapul.  Az eredeti cikk szerkesztőit annak laptörténete sorolja fel. Ez a jelzés csupán a megfogalmazás eredetét és a szerzői jogokat jelzi, nem szolgál a cikkben szereplő információk forrásmegjelöléseként.